# Větrný mlýn (Hačky)
Atypický větrný mlýn se nachází jihozápadně od obce Hačky, okres Prostějov. Větrný mlýn je kombinovaná stavba zděné základny a dřevěné kónické nástavby s otáčivou střechou ve tvaru kupole.

## Historie
Větrný mlýn stojí asi 300 metrů jihozápadně od obce Hačky v nadmořské výšce 490 m. Na jeho místě stál původně dřevěný mlýn německého (beraního, sloupového) typu z roku 1826, který v roce 1911 vyhořel. Současný větrný mlýn byl postaven v letech 1922–1923 patrně mlynářem Josefem Blažkem. Sloužil k výrobě krup a šrotování. V roce 1965 nefunkční mlýn byl zakoupen olomouckým fotografem a výtvarníkem Antonínem Gribovským. Mlýn je zrekonstruován a slouží jako obytná stavba. 
Mlýn není památkově chráněn a není přístupný.

## Popis
Zděná základna mlýna má čtvercový půdorys a je vysoká 5,7 metrů. Na ni je postavena dřevěná konstrukce komolého kužele o výšce pěti metrů a spodním průměru 2,2 metry. Komolý kužel je zakončen otáčivou střechou ve tvaru kupole, která je krytá dehtovou lepenkou. Větrné kolo o průměru sedm metrů je usazené na litinové hřídeli a má šest dřevěných perutí, každá peruť je 2,5 metrů dlouhá a má plochu 3,7 m². Ve mlýně bylo jedno složení. Náhony a hřídele byly z oceli. Spodní náhon byl hnán řemenicí. Zbytky složení jsou umístěny u mlýna jako dekorace.